# Alone in the City
Alone in the City es el tercer EP en coreano del grupo femenino de Corea del Sur Dreamcatcher. Fue lanzado el 20 de septiembre de 2018 por Happy Face Entertainment (posteriormente llamado Dreamcatcher Company) y Genie Music. El álbum contiene seis pistas, incluido el sencillo principal titulado «What».

## Antecedentes y lanzamiento
El 2 de septiembre de 2018, el grupo lanzó sorpresivamente una imagen denominada "Mystery Code #01", un libro cerrado medio enterrado en arena negra, que ya había aparecido en el vídeo musical de la canción «Good Night». El 3, 4 y 5 de septiembre se revelaron nuevos códigos misteriosos con elementos asociados al nuevo álbum, mientras que el 6 de septiembre, Happy Face entertainment confirmó el lanzamiento de su próximo EP titulado Alone in the City, que saldría a la venta el 20 de septiembre.
El 10 y 11 de septiembre se revelaron imágenes individuales y grupales respectivamente para la promoción del nuevo miniálbum, mientras que el 12 y el 15 de septiembre se publicaron dos teasers de su sencillo principal, «What». El 17 de septiembre se publicó un vídeo medley con fragmentos de todas las canciones que componen el nuevo álbum.
Este álbum es el primer trabajo en donde termina la serie "Nightmare" de la era antigua que se había lanzado antes y comienza la narración de la serie de pesadillas en el mundo moderno, en una nueva cosmovisión del universo de Dreamcatcher.

## Composición y letras
El sencillo principal, «What», fue escrito, compuesto y arreglada por Tasco, Wither Best y Kim Hee-won, mientras que Dami, rapera y miembro del grupo, también fue parte de la composición de su letra. El álbum fue producido por LEEZ y Ollounder, habituales compositores y productores de Dreamcatcher.
«What» habla sobre una persona atrapada en la búsqueda para alcanzar a su amante ideal, pero comienza a sentirse como una pesadilla de la que no pueden escapar, lo que los hace aún más aislados a su vez. Esta pista principal cuenta con un instrumental ajetreado con los sonidos de una guitarra eléctrica, sintetizadores, violines, cajas y tambores.

## Recepción de la crítica
Josh Naughton del sitio web United Kpop indicó sobre el álbum que «El álbum en sí contiene una variedad de pistas de diferentes géneros de música. “What”, el sencillo promocionado, es una canción de rock optimista que se mantiene en sintonía con las pistas previamente promocionadas de Dreamcatcher y la identidad de marca como grupo de rock». Además señaló que «En general, este es uno de los mejores lanzamientos de K-Pop del año y muestra la versatilidad de Dreamcatcher a través de múltiples géneros de música y ritmos».
El sitio especializado Seoulbeats señaló en su reseña que «Si bien Dreamcatcher es conocido por su música inspirada en el rock, las canciones que se alejan más de su sonido habitual fueron las que más llaman la atención: “Wonderland” y “July 7th”. “Wonderland”, una sensual pista de R&B, hace un gran trabajo mostrando el rango vocal dinámico que tiene el grupo. La combinación de las percusiones optimistas, el contrastante ritmo lento del sintetizador y la variación provocada por el ligero flujo de tresillos realza las voces de sus miembros».

## Controversia
El 6 de septiembre, como parte del material de adelanto del nuevo álbum, fue publicado uno de los vídeos denominados "Mystery Code", en el cual se podía apreciar el Mapo Bridge, puente que cruza el Río Han en Corea del Sur, conocido por ser el lugar en donde cientos de coreanos han decidido quitarse la vida. Además, en el vídeo se podían oír noticias de televisión que hacían referencia a las enfermedades de salud mental. Ante los reclamos de muchos internautas, el vídeo fue eliminado de las redes sociales oficiales del grupo y fue emitida una disculpa pública por parte de la compañía productora, indicando que lo que se intentaba reflejar era el concepto de estrés y no el suicidio, lamentando la confusión.

## Lista de canciones
| CD    |                          |                                       |                                 |                                 |          |  |
| N.º   | Título                   | Letras                                | Música                          | Arreglos                        | Duración |  |
| 1.    | «Intro»                  |                                       | LEEZ, Ollounder                 | LEEZ, Ollounder                 | 1:06     |  |
| 2.    | «What»                   | Wither Best, Tasco, Kim Hee-won, Dami | Kim Hee-won, Tasco, Wither Best | Kim Hee-won, Tasco, Wither Best | 3:25     |  |
| 3.    | «Wonderland»             | LEEZ, Ollounder                       | LEEZ, Ollounder                 | LEEZ, Ollounder                 | 3:12     |  |
| 4.    | «Trap»                   | Le'mon                                | Space One, Le'mon               | Space One                       | 3:11     |  |
| 5.    | «July 7th» (약속해 우리) | LEEZ, Ollounder                       | LEEZ, Ollounder                 | LEEZ, Ollounder                 | 3:14     |  |
| 6.    | «What» (instrumental)    |                                       | Kim Hee-won, Tasco, Wither Best | Kim Hee-won, Tasco, Wither Best | 3:25     |  |
| 17:33 |                          |                                       |                                 |                                 |          |  |

## Posicionamiento en listas
| Lista (2018)                     | Mejor posición |
| -------------------------------- | -------------- |
| Corea del Sur (Gaon Album Chart) | 2              |
| Japón (Oricon Album Chart)       | 10             |

| Lista (2018)                     | Mejor posición |
| -------------------------------- | -------------- |
| Corea del Sur (Gaon Album Chart) | 10             |

## Historial de lanzamiento
| País          | Fecha                    | Formato                         | Sello                                 |
| ------------- | ------------------------ | ------------------------------- | ------------------------------------- |
| Corea del Sur | 20 de septiembre de 2018 | CD, descarga digital, streaming | Happy Face Entertainment, Genie Music |